# Max Biaggi
Massimiliano "Max" Biaggi (Róma, 1971. június 26. –) olasz gyorsaságimotor-versenyző, hatszoros világbajnok.

## Pályafutása

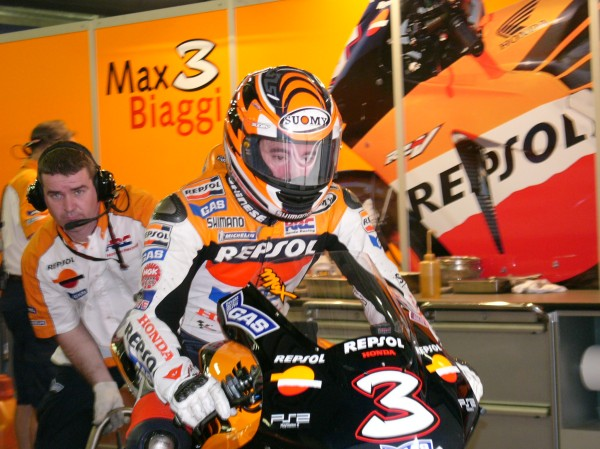
Max Biaggi a Repsol Hondánál 2005-ben

### A kezdetek
Max Biaggi gyermekéveiben rengeteg időt töltött labdarúgással, és arról ábrándozott, hogy az AS Roma játékosa lesz, egészen 1989-ig, amikor is a 17. születésnapjára motort kapott ajándékba, ami azt eredményezte, hogy a foci helyett motorversenyzésbe fogott és 1990-ben elindult az olasz gyorsaságimotoros-bajnokság 125 köbcentis kategória versenyein, majd egy év múlva, 1991-ben a 250-es géposztályt erősítette. Ugyanebben az évben a gyorsaságimotoros Európa-bajnokságon diadalmaskodni tudott, és az Apriliának köszönhetően 4 verseny erejéig elindulhatott a MotoGP 250 köbcentis kategóriájában, ahol 7 ponttal a 27. lett összetettben.

### 250cc
Biaggi 1992-ben teljesíthette első teljes szezonját a 250-esek között a Telkor Valesi csapat Apriliájával. Az évad során ötször állhatott dobogóra, ebből egyszer annak a legfelső fokán az utolsó versenyen, Dél-Afrikában, az összetett pontversenyt 78 ponttal az 5. helyen fejezte be.
1993-ban az ismert amerikai mérnök és csapattulajdonos Erv Kanemoto csapatához csatlakozott, ahol egy Honda volt a munkaeszköze. A szezon során ismét szerzett egy futamgyőzelmet Barcelonában, emellett további négy dobogós helyezéssel gazdagította az évi eredménysorát, ami az összesített 4. helyet eredményezte.
1994-ben újra egy Aprilia nyergében folytatta pályafutását, azon belül a Chesterfield Team volt a munkaadója. Ebben az évben kezdődött el Biaggi diadalmenete, miután megszerezte első 250-es világbajnoki címét a japán Tadayuki Okada és az olasz Loris Capirossi előtt.
1995-ben ismét világbajnoki címmel gazdagodott, 8 futamgyőzelmet, és további 4 dobogós helyezést ért el. Mindössze a Japán Nagydíjon nem ért el pódiumot érő helyezést, akkor a 9. helyen intették le az olaszt. Ebben a géposztályban Luca Cadalora óta ő volt az első, aki megvédte a vb-címét.
1996-ban ismét megvédte a címét a géposztályban, de csak az utolsó futam után ünnepelhette harmadik összetett elsőségét, miután a német Ralf Waldmannt 6 ponttal tudta megelőzni a bajnokságban. 9 győzelem, 2 dobogó és 2 kiesés szerepelt Biaggi neve mellett. Ezzel a vb-címmel beérte a szintén olasz Walter Villát, aki szintúgy háromszor egymás után nyerte meg ezt a kategóriát.
1997-ben ismét csatlakozott Erv Kanemoto csapatához, ahol újfent egy Honda nyergében versenyezhetett. 5 futamgyőzelmet, 5 dobogós pozíciót ért el, aminek köszönhetően 2 ponttal ugyan, de megszerezte zsinórban negyedik világbajnoki címét az olasz, megelőzve riválisát, Ralf Waldmannt. Biaggi egymás utáni negyedik vb-címével beérte a brit Phil Readet, aki szintén 4-szer jutott a csúcsra a 250-es géposztályban.

### 500cc/MotoGP
Biaggi rögtön első királykategóriás viadalát meg tudta nyerni Japánban, ami egyedülálló volt a sorozat történetében. Futamgyőzelmet még Csehországban szerzett, emellett 6-szor végzett dobogót érő helyen, amivel a legendás Mick Doohan mögött a második helyet érte el, viszont az év újonca elismerést ő gyűjtötte be.
1999-ben átigazolt a Marlboro Yamaha Teamhez, ugyanakkor ez a szezonja nem feltétlen tartozik a legjobbjai közé. Jóllehet futamgyőzelmet szerzett Dél-Afrikában, és 6 alkalommal állhatott még a pódiumon, ennek ellenére "csak" a 4. helyen végzett összetettben, viszont a következő évnek is a Yamahával vágott neki Biaggi.
2000-ben sem indult sokkal jobban a szezonja, az első 5 verseny során 4-szer könyvelhetett el kiesést, a hátralevő versenyektől fogva már megbízhatóbb teljesítményt nyújtott. Nyert két futamot (Csehországban és Ausztráliában), illetve két harmadik hellyel gyarapította még az eredménysorát, az összesítésben pedig a képzeletbeli dobogó legalsó fokát kaparintotta meg az amerikai Kenny Roberts Jr. és az olasz Valentino Rossi mögött.
2001-ben nem sok esélye volt felvenni a versenyt Valentino Rossival, így 3 futamgyőzelemmel és 5 további pódiummal beállította 1998-as összetettbeli eredményét, és második lett. Viszont a Japán Nagydíjon volt egy incidense Rossival, ugyanis Biaggi közel 300 km/h-s tempóval próbálta riválisát könyökével kiterelni a poros ívre, majd két kör múlva Rossi az előzése után felmutatta a középső ujját Biaggi fele, ezzel kifejezve nemtetszését a manőver miatt.
2002-ben jöttek az új szabályok a királykategóriába, többek között 990 köbcentis motorokra váltották az 500 köbcentist, és MotoGP-vé keresztelték át a kategóriát. Viszont az olasz ismét alulmaradt a Valentino Rossival folytatott küzdelemben, és be kellett érnie a második helyezéssel összetettben, 2 futamgyőzelemmel és 6 pódiummal a háta mögött.
2003-ban Biaggi elhagyta a Yamahát, és a Sito Pons vezette Camel Pramac Honda Pons gárdájánál kötött ki. Ezt a szezont beárnyékolta a japán Daijiro Kato halála, aki a szezonnyitó Japán Nagydíjon veszítette életét. A világbajnoki cím ismét Valentino Rossié lett, míg Biaggi a Sete Gibernauval folytatott küzdelmet elvesztette, és harmadik helyen végzett összesítésben, viszont szerzett 2 futamgyőzelmet, és további 7 dobogós helyet.
2004-ben Biaggi egyszer tudott nyerni (Németországban), valamint 8 dobogós helyezést csípett el, ezzel az összetett 3. helyén zárt, a Hondát Yamahára cserélő Valentino Rossi, és az akkori spanyol kedvenc, Sete Gibernau mögött. Kiemelendő, hogy ez a három versenyző sok szebbnél-szebb küzdelmet vívott egymással az év során a szurkolók tetszését elnyerve.
2005-ben ismét Erv Kanemotoval dolgozhatott együtt, ugyanis a mezőny egyik legjobb csapata, a Repsol Honda leszerződtette a 33. életévét taposó Biaggit. Az eredmények azonban nem jöttek, és ahelyett, hogy Rossival harcolt volna a világbajnokságért, mindössze négy dobogóval, futamgyőzelem nélkül az összesített 5. helyen zárt. Biaggi ezzel az eredménnyel nagyon nem volt elégedett, és olyan súlyosan összeveszett a Hondával, hogy nem volt maradása plusz a japánok megtiltották a partnercsapataiknak, hogy szerződtessék az olaszt, pedig állítólag Sito Pons szívesen versenyeztette volna tovább Biaggit.

### Superbike
A gyorsasági vb-ről kikerülve Biaggi a Superbike felé kacsingatott, és a címvédő gyártóval, a Suzukival tárgyalásban is állt egy harmadik motor indításáról, megegyezni azonban nem sikerült, így versenyzés nélkül töltötte a szezont – egyesek még ebben is a Honda kezét látták.
2007-ben azonban csatlakozott a Suzuki csapatához, és akárcsak kilenc évvel korábban az 500-ban, a szériamotorok legmagasabb kategóriájában is sikerült neki a bravúr, győzött élete legelső versenyén, Katarban – ő az egyetlen, aki mindkét kategóriában nyerni tudott bemutatkozásán. 3 győzelemmel és 14 további pódiumot érő helyezésével a harmadik lett, úgy, hogy a szezonzáró franciaországi verseny előtt még ő vezette a pontversenyt.
2008-ban nem maradt a Suzukinál, inkább elfogyasztott egy újabb gyártót, a Ducatit, melynek egy szatelit csapatához igazolt, abban a reményben, hogy helyet kínálnak neki a gyári alakulatnál. Ebben a szezonban nem jutott futamgyőzelemig, csak 7 dobogóig, végül pedig a Ducati sem őt választotta a visszavonuló háromszoros világbajnok, Troy Bayliss helyére, emiatt úgy tűnt, 37 esztendősen sikeres pályafutása a végéhez közelíthet.
2009-ben az Aprilia azonban visszatért a Superbike-ba, és felélesztették a nagy sikerű párosítást: 1996 után Biaggi újra a hazai márka versenyzője lett. Az első apriliás idényben sikerült a győzelem, méghozzá Brnóban. A cseh pályán nem találunk nála sikeresebbet: a 250-ben 4-szer, az 500-ban/MotoGP-ben 3-szor, a Superbike-ban 4-szer tudott a dobogó tetejére állni. A győzelme mellé még 8-szor állhatott dobogóra, a pontversenyt pedig a 4. helyen zárta.
2010-ben 10 futamgyőzelmet és 4 dobogót szerzett, így 1997 után újra világbajnoki címet nyert, az Aprilia első Superbike-titulusát. Sokan arra számítottak, hogy Biaggi a szezon végén bajnokként visszavonul, de még két évre hosszabbított a gyártóval.
2011-ben 2-szer nyert és további 10 alkalommal volt a pódiumon, viszont sérülés miatt 6 futamot kihagyni kényszerült, ennek ellenére az összetettben a 3. helyen zárt Carlos Checa és Marco Melandri mögött.
2012-ben elsőséggel nyitott az ausztráliai Phillip Islanden, ahol hosszú ideje elkerülte a siker, az idény pedig újra róla szólt: bár nem volt olyan domináns, mint egy évvel korábban (5 győzelem, 6 dobogó), kiegyensúlyozott teljesítményének köszönhetően másodszorra is bajnok lett, minden idők legkisebb különbségével, 0,5 ponttal megelőzve a kawasakis Tom Sykest az utolsó versenyen. Nem sokkal később Biaggi bejelentette, visszavonul a szériából, ahol 41 esztendősen nemcsak a legidősebb világbajnok, hanem a legidősebb futamgyőztes rekordját is felállította.
Bár épp a 2015-ös szezon előtt jelentette ki, nem fog újra versenyezni – beéri az Aprilia tesztelésével –, nyár elején szenzációs bejelentés érkezett: Troy Baylisstől inspirálva, aki szezon elején beugrott a Ducatihoz, szabadkártyával két alkalommal ő is versenyezni fog, természetesen az Apriliával. Csupán egy héttel ezelőtt a misanói fordulón újból pályára gurult a világbajnokság mezőnyében, és hatalmas megdöbbenést okozott azzal, hogy két és fél éves szünete után mindkét pénteki szabadedzést megnyerte. A két versenyt végül hatodik helyezettként zárta, amely talán kissé csalódást okozott a rajongóknak az ígéretes kezdet után – habár ennyi idősen még soha senki nem ért célba ilyen előkelő pozícióban. Malajziában ismét rajthoz állt mindkét futamon, ahol egy 3. helyet és egy kiesést könyvelhetett el búcsúzóul.

## Magánélete
Biaggira sokszor aggatták a "római császár" illetve a "Mad Max" becenevet, híresen nehéz viszonya volt a sajtóval, csapattagokkal és néhány versenyzővel, köztük Valentino Rossival, akik még a MotoGP-s korszakban, 2001-ben, Barcelonában a dobogó felé vezető lépcsőn összeverekedtek.
Egyszer volt házas, akkor a 2002-es Miss Italia győztesét, Eleonora Pedront vette el, akitől két gyermeke született: Ines Angelica (2009), és Leon Aleander (2010). 2015 szeptemberében szakítottak, majd még ebben az évben Biaggi összejött Bianca Atzi olasz énekesnővel.

## Külső hivatkozások
- Hivatalos honlapja Archiválva 2011. július 14-i dátummal a Wayback Machine-ben